# Vagonul Arad
Il Vagonul Arad è stata una società calcistica rumena con sede nella città d'Arad fondata nel 1911 e sciolta nel 2006.

## Storia

### Dalla fondazione al 1940
Il club venne fondato nel 1911 dalla fusione tra il Clubul Sportiv Al Fabricii De Vagoane (Club sportivo della fabbrica di carrozze ferroviarie Astra) e l'Asociaţia Muncitorilor pentru Educaţie Fizică (AMEF, Associazione lavoratori per l'educazione fisica)
Fino alla riforma del campionato nel 1932 giunse 2 volte in semifinale, (nel 1921-22 e nel 1925-26) ed in entrambi i casi fu sconfitto dal Chinezul Timișoara, dominatore del calcio rumeno dell'epoca. Nella città era presente anche un altro club, il Gloria CFR Arad col quale si contendeva l'ammissione alle finali nazionali. Con il passaggio al girone unico a partire dal 1932-33, il club fu ammesso in Divizia A ed ottenne il suo miglior risultato nella stagione 1935-36 quando arrivò secondo a due punti dal Ripensia Timișoara. Nel 1940 il club fu sciolto dal regime fascista a causa del legame coi sindacati.

### Dalla rinascita alla promozione in A
Con la ripresa dell'attività sportiva dopo la fine della seconda guerra mondiale, il club venne rifondato a ammesso in Divizia B. Nel 1948 avvenne la fusione con l'Astra Arad diventando AMEFA Arad ma, a causa di una riduzione del numero di squadre nella seconda divisione, partecipò alla Divizia C.. Negli anni 50 cambiò nome diverse volte disputando prevalentemente campionati minori fino al 1958, anno nel quale venne promosso in Divizia B dove rimase, con l'eccezione della stagione 1963-1964, fino al 1968 quando, dopo due stagioni terminate al terzo posto, vince il proprio girone conquistando l'accesso alla massima serie. Nello stesso anno in coppa di Romania viene eliminato in semifinale, massimo traguardo del club nella coppa nazionale

### La caduta e il fallimento
In Divizia A il Vagonul rimane una sola stagione, avendo terminato il campionato all'ultimo posto (campionato vinto da una squadra concittadina, l'UTA Arad). La permanenza in Divizia B dura 2 anni, dopodiché viene retrocesso in Divizia C. Si salva dal fallimento grazie alla fusione con il CFR Arad e cambia nome prima in Unirea e dal 1974 in Rapid. Alterna stagioni tra il secondo e il terzo livello del calcio nazionale. L'ultima apparizione in Divizia B risale al 1991-92.
Alla fine della stagione 2005-2006, il club retrocede in Liga IV e si scioglie.

## Nomi ufficiali
Nella sua storia il club ha avuto i seguenti nomi:
- A.M.E.F. Arad (1911-1946)
- Fusione con l'Astra Arad (fondata nel 1932), diventa A.M.E.F.A. (1946-1950)
- Metalul Arad (1950-56)
- Energia Metalul Arad (1956-57)
- A.M.E.F. (1958-61)
- Vagonul (1961-73)
- Fusione col C.F.R. e diventa Unirea Arad (1973-74)
- Rapid Arad (1974-86)
- Vagonul Arad(1986-91),
- Astra Arad (1991-94)
- F.C. Arad (1994-95)
- FC Arad Telecom (1996)
- Telecom Arad (1997-2005)
- Romtelecom Arad (2005-2006)

## Stadio
Il club giocava i match interni nello Stadionul Vagonul che era considerato il più vecchio stadio della Romania, costruito intorno al 1900 e demolito nel 2006 per ingiunzione del tribunale.
A seguito dello scioglimento, oggi nell'area c'è un centro commerciale.

## Palmarès

### Competizioni nazionali
- Liga II: 1

1967-1968

### Altri piazzamenti
- Campionato rumeno:

Secondo posto: 1935-1936, 1937-1938 (gruppo 1)
Terzo posto: 1938-1939
Semifinalista: 1921-1922, 1925-1926
- Coppa di Romania:

Semifinalista: 1933-1934, 1938-1939, 1967-1968
- Liga II:

Secondo posto: 1946-1947